# The Chicago Manual of Style
The Chicago Manual of Style (CMS ou CMOS) est un code typographique pour les textes en anglais américain. Publié depuis 1906 par l'University of Chicago Press, ses 17 éditions (en date de 2017) contiennent un ensemble de règles de typographie largement utilisé aux États-Unis. L'ouvrage propose également différentes règles s'appliquant à l'édition littéraire, à la grammaire et à la préparation des documents.